# Matthew Hoopes
Matthew („Matt”) Ryan Hoopes (ur. 15 lutego 1980 w Canton (Ohio, Stany Zjednoczone)) – amerykański muzyk, główny gitarzysta chrześcijańskiego zespołu rockowego Relient K.

## Kariera muzyczna
Wraz z Matthew Thiessenem i Brianem Pittmanem, w czasach gdy cała trójka uczęszczała do Canton McKinley High School w Canton (Ohio), Hoopes założył grający rocka chrześcijańskiego zespół o nazwie Relient K. Z Thiessenem Hoopes spotkał się po raz pierwszy na drugim roku w chórze kościelnym. W wydanej przez zespół książce The Complex Infrastructure Known as the Female Mind Thiessen podał, że jego licealni przyjaciele byli typem atletów i na początku ich znajomości starali mu się udowodnić swoją wyższość. Mimo iż Thiessen jest głównym tekściarzem Relient K, Hoopes jest autorem singla „Those Words Are Not Enough” z The Anatomy of the Tongue in Cheek. 
Nazwa zespołu wywodzi się od automobilu Matthew Hoopesa, Plymouth Reliant K Car, który znajduje się wciąż w posiadaniu muzyka, a dokładniej – jego młodszego brata Scotta zamieszkującego North Canton. W pierwszych latach aktywności muzycznej Hoopes wzbraniał się od jakiegokolwiek udziału w śpiewaniu, lecz za namową przyjaciela, Matthew Thiessena, w końcu nabrał pewności siebie.
Oprócz udzielania się w Relient K, Hoopes użyczył też głosu w kilku singlach projektu Thiessena (Matthew Thiessen and The Eathquakes) oraz wystąpił gościnnie na kilku koncertach grupy My Red Hot Nightmare. Oprócz tego gitarzysta podjął lekcje gry na gitarze hawajskiej. 
Ksywka „Blanche” przylgnęła do Hoopesa ze względu na obecność dwóch Matthew w grupie, jednak pseudonimem tym częściej posługują się członkowie grupy, podczas gdy fani zazwyczaj nazywają muzyka po prostu „Matty H”.
Matt Hoopes zazwyczaj podczas gry na gitarze trzyma ją w pozycji widocznej na zdjęciu, z tego powodu więc fani określili tę pozę jako Classic Hoopes Stance. 
Przez ostatnie kilka miesięcy, podczas gdy Relient K koncertuje, Matthew poświęca więcej czasu rodzinie. Wyprodukował również we współpracy z wytwórnią Mono Vs. Stereo krążek „Deas Vail”. 

## Życie prywatne
Hoopes jest mężem Danielle, córki producenta Relient K – Marka Lee Townsenda. Mają dwoje dzieci, córkę Stellę Rose i syna Jaspera Zelmana. Para mieszka obecnie w Nashville, Tennessee.